# Équipe cycliste Unibet Tietema Rockets

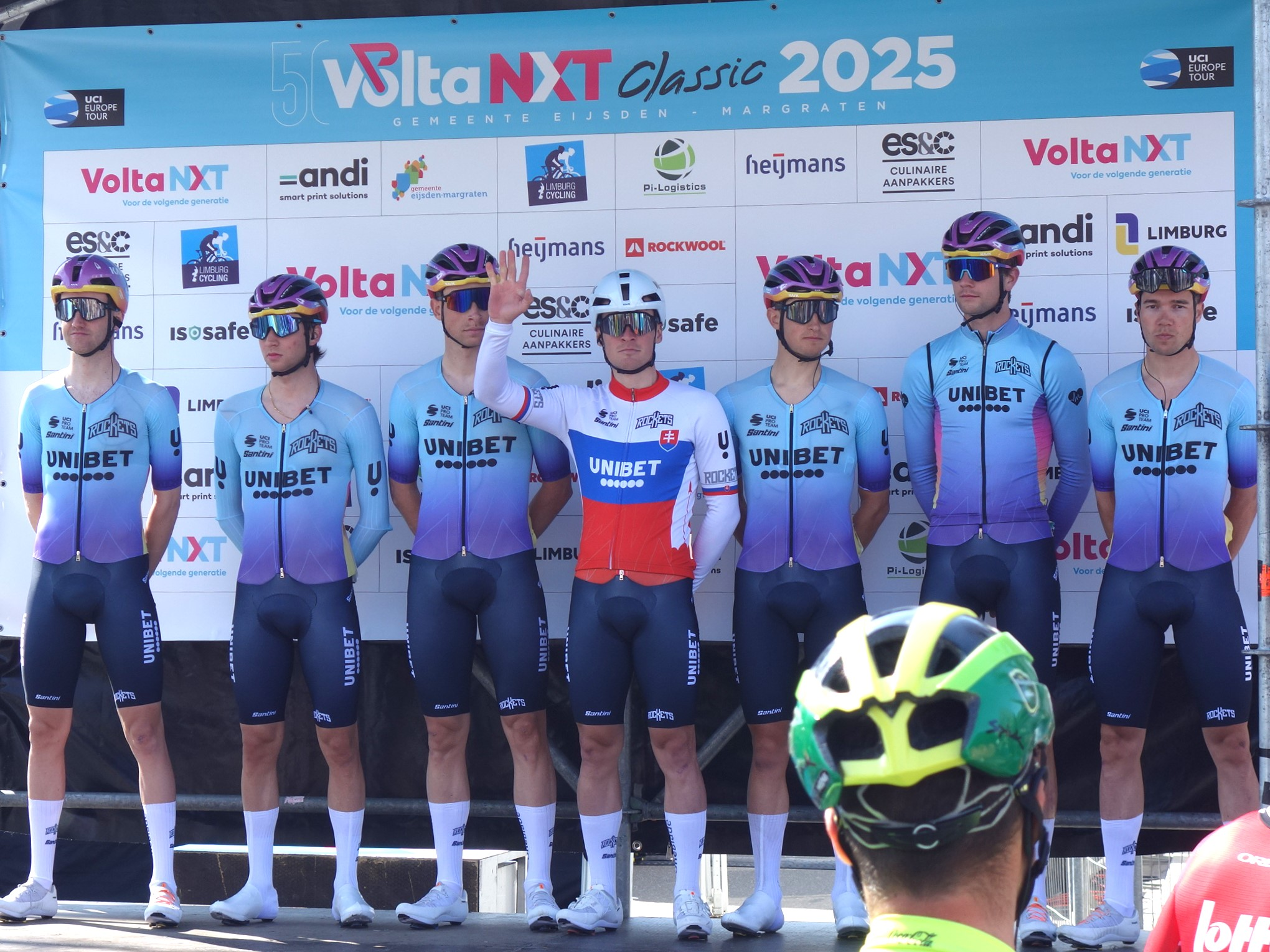
Coureurs de l'équipe en 2025.

L'équipe cycliste Unibet Tietema Rockets est une équipe cycliste néerlandaise puis française, ayant le statut d'équipe continentale à sa création en 2023, puis de ProTeam depuis 2024. 

## Histoire de l'équipe

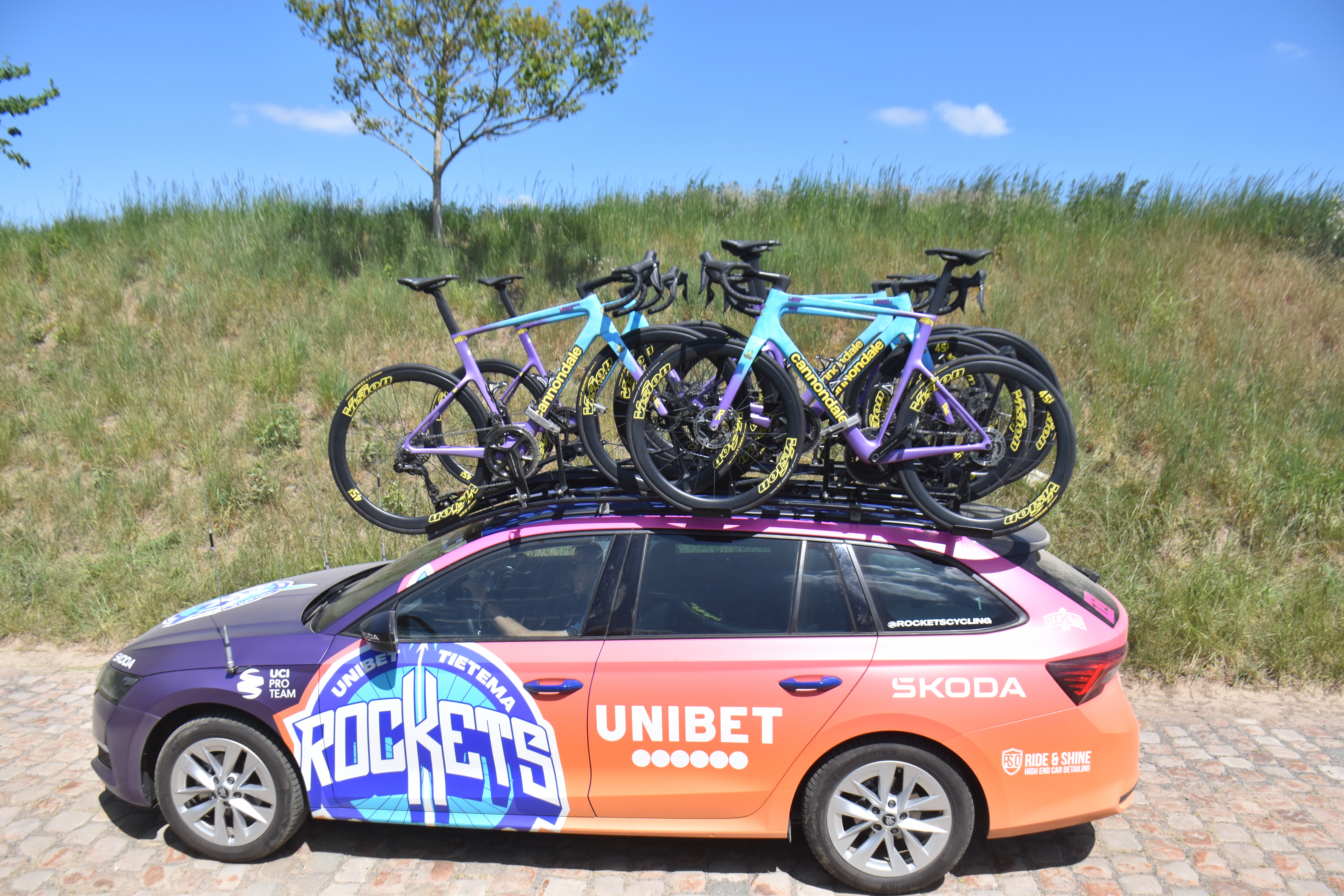
Véhicule Unibet Tietema Rockets lors des Quatre Jours de Dunkerque 2025

Le 9 novembre 2022 le youtubeur Bas Tietema déclare qu'il a créé une équipe cycliste avec Josse Wester et Devin van der Wiel. Avec cette annonce, il dévoile également leur directeur sportif, Hugo Haak. Dans une video publiée le 7 décembre sur sa chaine YouTube « Tour de Tietema », Bas Tietema présente les 12 cyclistes qui vont rejoindre l'équipe ainsi que le chef d'équipe Rob Harmeling. Elle est officiellement lancée en 2023 comme une équipe continentale (troisième division) néerlandaise. Le sponsor principal est le site de paris sportifs Unibet et l'équipe est nommée TDT-Unibet. Pendant cette saison inaugurale, Julia Soek devient la nouvelle directrice sportive.
La plupart des premiers coureurs de l'équipe possèdent de l'expérience au niveau international. À moyen terme, l'équipe vise à obtenir une licence UCI ProTeam (deuxième division) afin de pouvoir participer à des courses de catégorie supérieure, jusqu'aux grands tours et aux Monuments.
L'équipe remporte sa première victoire dans une course UCI lors de la première étape du ZLM Tour 2023 avec Yentl Vandevelde. En juillet 2023, l'équipe annonce qu'elle a déjà demandé une licence en tant qu'UCI ProTeam pour la saison 2024, qui est accordée par l'Union cycliste internationale en décembre 2023. Au cours de sa première année en tant que ProTeam, l'équipe décroche quatre victoires.
À partir de 2025, l'équipe passe sous licence française à la suite du rachat d'Unibet par la Française des Jeux et change de nom pour devenir Unibet Tietema Rockets. Ce changement de nom est accompagné d'un changement d'identité graphique. Cela s'inscrit dans une volonté de la création d'une identité propre à l'équipe, permettant de se détacher des changements de partenaires afin de fidéliser un sentiment d'appartenance. La licence française a immédiatement eu un impact sur le calendrier de course de l'équipe, puisque le 27 janvier 2025, il a été annoncé que l'équipe avait reçu une wildcard pour son premier Monument cycliste : Paris-Roubaix
Le 9 mai 2025, l'équipe annonce sur ses réseaux sociaux un partenariat avec l'équipe française Team Cyclisme Linas Montlhéry, les deux équipe se retrouvant au départ du Paris-Camembert, course également gagnée par Unibet Tietema Rockets cette année-là. Les deux équipes soulignent également leur envie forte de collaborer et une collaboration "qui s'annonce excellente" . Cette collaboration va permettre aux Juniors du club de l'Essone d'aller en stage pendant un à trois jours pendant les vacances et d'obtenir du matériel en fin de saison" selon le président du club Essonniens. On découvre également que cette collaboration a été initiée par Alain Gallopin, proche de Rémy Turgis, le président du club Essonniens, qui est à l'origine des premiers échanges entre les deux parties en valorisant le travail du président du club formateur pour les jeunes.
Le 5 août 2025, l’équipe annonce avoir recruté le sprinteur Dylan Groenewegen pour les saisons 2026 et 2027.

## Principales victoires

### Courses d'un jour
- Ster van Zwolle : 2024 (Nicklas Amdi Pedersen)
- Cholet Agglo Tour : 2025 (Lukáš Kubiš)
- Paris-Camembert : 2025 (Lander Loockx)

### Courses par étapes
- Kreiz Breizh Elites : 2023 (Hartthijs de Vries)
- Tour de Haute-Autriche : 2024 (Adrien Maire)

## Classements UCI
L'équipe participe aux épreuves des circuits continentaux et en particulier de l'UCI Europe Tour. Le tableau ci-dessous présente les classements de l'équipe sur ce circuit, ainsi que son meilleur coureur au classement individuel.
UCI Europe Tour
| UCI Europe Tour | UCI Europe Tour        | UCI Europe Tour                           | UCI Europe Tour |
| Année           | Classement par équipes | Meilleur coureur au classement individuel |                 |
| --------------- | ---------------------- | ----------------------------------------- | --------------- |
| 2023            | 24e                    | -                                         |                 |
|                 |                        |                                           |                 |
| Source : UCI    |                        |                                           |                 |

L'équipe est également classée au Classement mondial UCI qui prend en compte toutes les épreuves UCI et concerne toutes les équipes UCI.
| Classement mondial | Classement mondial     | Classement mondial                        | Classement mondial |
| Année              | Classement par équipes | Meilleur coureur au classement individuel |                    |
| ------------------ | ---------------------- | ----------------------------------------- | ------------------ |
| 2023               | 51e                    | Hartthijs de Vries (459e)                 |                    |
| 2024               | 34e                    | Lander Loockx (338e)                      |                    |
|                    |                        |                                           |                    |
| Source : UCI       |                        |                                           |                    |

## Unibet Tietema Rockets en 2025
Effectif
| Effectif 2025                                      | Effectif 2025     | Effectif 2025 | Effectif 2025                                    |
| Cycliste                                           | Date de naissance | Pays          | Équipe précédente                                |
| -------------------------------------------------- | ----------------- | ------------- | ------------------------------------------------ |
| Joren Bloem                                        | 21 décembre 1999  | Pays-Bas      | À Bloc CT (2022)                                 |
| Davide Bomboi                                      | 27 mars 2000      | Belgique      | Elevate p/b Home Solution Soenens (2022)         |
| Martijn Budding                                    | 31 août 1995      | Pays-Bas      | Riwal Cycling Team (2022)                        |
| Giovanni Carboni                                   | 31 août 1995      | Italie        | JCLTeam Ukyo (2024)                              |
| Cedrik Bakke Christophersen                        | 11 décembre 2001  | Norvège       | Team Coop-Repsol (2023)                          |
| Hartthijs de Vries                                 | 11 juillet 1996   | Pays-Bas      | Metec-Solarwatt p/b Mantel (2022)                |
| Odd Christian Eiking                               | 28 décembre 1994  | Norvège       | Uno-X Mobility (2024)                            |
| Owen Geleijn                                       | 14 janvier 2001   | Pays-Bas      | Jumbo-Visma Development Team (2023)              |
| Axel Huens                                         | 5 septembre 2001  | France        | Circus-Re Uz-Technord (2023)                     |
| Baptiste Huyet                                     | 6 juillet 2000    | France        | Bourg-en-Bresse Ain Cyclisme (2023)              |
| Kevin Inkelaar                                     | 8 juillet 1997    | Pays-Bas      | Leopard Pro Cycling (2022)                       |
| Jelle Johannink                                    | 22 octobre 1996   | Pays-Bas      | À Bloc CT (2023)                                 |
| Tomáš Kopecký                                      | 8 avril 2000      | Tchéquie      | À Bloc CT (2022)                                 |
| Lukáš Kubiš                                        | 31 janvier 2000   | Slovaquie     | Elkov-Kasper (2024)                              |
| Zeb Kyffin                                         | 23 février 1998   | Royaume-Uni   | Saint Piran (2023)                               |
| Lander Loockx                                      | 25 avril 1997     | Belgique      | Team Deschacht-Group Hens-Containers Maes (2023) |
| Adrien Maire                                       | 17 novembre 2000  | France        | AVC Aix-en-Provence (2023)                       |
| Sergio Meris                                       | 10 mars 2001      | Italie        | MBH Bank Colpack Ballan (2024)                   |
| Wessel Mouris                                      | 30 décembre 2002  | Pays-Bas      | Metec-Solarwatt p/b Mantel (2024)                |
| Sebastian Nielsen                                  | 27 août 2000      | Danemark      | ColoQuick (2023)                                 |
| Charles Paige                                      | 7 juillet 2001    | Royaume-Uni   | Bourg-en-Bresse Ain Cyclisme (2023)              |
| Abram Stockman                                     | 31 juillet 1996   | Belgique      | Saris Rouvy Sauerland Team (2022)                |
| Andreas Stokbro                                    | 8 avril 1997      | Danemark      | Leopard TOGT Pro Cycling (2023)                  |
| Adam Ťoupalík                                      | 9 mai 1996        | Tchéquie      | Elkov-Kasper (2023)                              |
| Killian Verschuren                                 | 20 octobre 2002   | France        | Decathlon AG2R La Mondiale Development (2024)    |
| Eivind Broholt Fougner (1 août–31 déc., stagiaire) | 2 mars 2003       | Norvège       | Lillehammer Cykleklubb (2023)                    |
| Colin Savioz (1 août–31 déc., stagiaire)           | 11 juin 2004      | France        | Équipe continentale Groupama-FDJ (2024)          |
|                                                    |                   |               |                                                  |
| Source : ProCyclingStats                           |                   |               |                                                  |

Victoires
| Victoires | Victoires                          | Victoires | Victoires | Victoires     | Victoires |
| Date      | Course                             | Pays      | Classe    | Vainqueur     |           |
| --------- | ---------------------------------- | --------- | --------- | ------------- | --------- |
| 23 mars   | Cholet-Pays de la Loire            | France    | 1.1       | Lukáš Kubiš   |           |
| 2 avr.    | Paris-Camembert                    | France    | 1.1       | Lander Loockx |           |
| 5 avr.    | 4e étape du Tour de Grèce          | Grèce     | 2.1       | Adrien Maire  |           |
| 29 juin   | Championnat de Slovaquie sur route | Slovaquie | CN        | Lukáš Kubiš   |           |